# Esraa Warda
Esraa Warda é uma dançarina e professora argelina-americana, filha de um casal que migrou da Argélia para os Estados Unidos. Nascida na década de 1990, ela se especializou na dança raï.

## Biografia
Seu pai, um argelino, emigrou para os Estados Unidos na década de 1990, a década da guerra civil em seu país natal. Ele passou a trabalhar como vendedor de comida em Manhattan. Sua mãe trabalha na portaria de um edifício. Esraa Warda nasceu no dia 23 de março e cresceu no Brooklyn.[carece de fontes?]

## Danças tradicionais
Quando é convidada para a casa da família em Algétie, dedica-se a observar e aprender os diferentes estilos de dança. "Na Argélia ou no Marrocos, as danças que acompanham o raï e o chaâbi são menos um espectáculo encenado do que parte da vida cotidiana, com técnicas transmitidas entre gerações". É uma herança e uma defesa da feminilidade na família e em outros espaços.
Mas fazer disso uma profissão, tornar-se dançarina e/ou cantora profissional de obras tradicionais, uma chikhat, continua sendo mel visto. A própria palavra chikhat pode ser um insulto, já que a colonização sexualizou diversas danças tradicionais do norte da África, associando-as a fantasias sobre mulheres orientais. Ela se formou em ciências políticas pelo programa de Estudos Femininos do City College de Nova York. Dentro da comunidade estudantil, ela também está envolvida na ação cívica pela justiça social e na promoção das artes tradicionais.

## Vida profissional
Esraa Warda optou por fazer do exercício das danças tradicionais uma profissão. Ela criou um curso de ensino destas técnicas tradicionais e também se dedica a isso. Esraa estuda as variações de acordo com as diferentes regiões do Magrebe, no Norte da África, e é incentivada por artistas como Cheikha Rabia, cantora argelina. Esraa Warda se tornou uma artista itinerante e educadora dessas práticas patrimoniais.

## Reconhecimento
Em 2022, Esraa Warda foi selecionada como uma das 100 mulheres mais influentes do mundo pela BBC.